# 아다치 미쓰히로
아다치 미쓰히로(일본어: 足立 光宏, 1940년 3월 10일~)는 일본의 전 프로 야구 선수이자 야구 지도자이다. 오사카부 오사카시 고노하나구 출신이며 현역 시절 포지션은 투수였다.
한큐 브레이브스의 중심 투수로서 1967년 리그 첫 우승부터 1978년에 이르는 팀의 ‘황금 시대’를 이끌었다.

## 인물

### 프로 입단 전
아버지 주타로는 성인이 된 후 본관인 효고현 히카미군을 떠났다. 아버지는 오사카에서 메리야스 공장을 운영하고 있었지만 오사카 대공습으로 피해를 입은 바람에 자택도 공장도 소실되면서 미쓰히로 자신도 공습으로부터 몇 번이나 도망치는 경험을 하고 “인간으로서의 마음가짐도 배짱도 두둑했다. 프로에서도 위기가 와서 기죽은 적이 없었다”고 회고했다. 집이 불에 타버렸기 때문에 효고현 아마가사키시의 친척집으로 이주하여 논밭을 뛰어다니는 ‘애송이 대장’(ガキ大将)의 소년 시절을 보냈다. 궁핍한 생활 속에서 초등학교 5학년 때 아버지로부터 글러브를 사주며 도구를 소중히 사용하는 습관이 생겼다고 한다. 그 후 오사카 시내로 돌아왔다.
오사카 시립 시모후쿠시마 중학교 시절까지는 아류의 폼으로 ‘위에서도 옆에서도 던졌다’고 한다. 오사카 시립 니시 고등학교 1학년 때에 팔꿈치에 연골이 생기면서, 1년 간의 휴양 생활을 피할 수 없게 됐다. 휴양을 거쳐 통증은 사라졌지만 부상 재발에 대한 불안으로 팔의 위치가 서서히 낮아지면서 언더핸드로 던지게 됐다.
고교 졸업 후 주변의 권유로 사회인 야구팀인 오사카 다이마루에 입단했는데 야구팀을 둔 제약 회사에서도 권유가 있었지만 취직처에서 일할 수 있는(고등학교가 상업과였기 때문에 주판과 부기에 대한 지식이 있었다) 것이 관건이었다. 1958년 제29회 도시 대항 야구 대회에서 젠카네보의 보강 선수로서 출전했는데 2차전에서는 도요보 이와쿠니를 누르고 승리 투수가 됐다. 준준결승에서는 선발로 나와 삿포로 맥주의 기타가와 요시오 등과 투수전을 펼쳐 완투했음에도 불구하고 팀은 0대 1로 석패했다. 이 대회에서의 호투로 아다치의 활약하는 모습을 지켜보던 프로 구단 스카우트로부터 주목을 받았다.

### 프로 야구 선수 시절
1959년 한큐 브레이브스에 입단했는데 요미우리 자이언츠, 한신 타이거스, 히로시마 카프 등으로부터 입단 권유를 받았지만 도쿄를 싫어해서 요미우리는 안중에도 없고 ‘제일 보람이 있을 것 같다’였던 것과 ‘은은하게 요네카지에게도 동경이 있었다’라는 이유로 한큐를 선택했다. 개막전이던 4월 10일 도큐 플라이어스전에서 7회부터 등판해 3이닝을 막아내며 승리 투수가 됐다. 하지만 그 후로는 주춤했다. 당초의 구종은 직구와 커브뿐이었지만, 언더핸드 특유의 뻗음이 있는 속구를 무기로 삼았다. 더 나아가 투구 컨트롤이 좋다는 점에도 정평이 나있었다. 1962년 춘계 스프링 캠프에서부터 좋은 모습을 보였지만 도쿠라 가쓰키 감독에게서 인정받지 못하여 등판 기회를 놓쳤고, 5월 초순에 있었던 오키나와 원정에서도 제외됐다. 하지만 5월 24일 난카이 호크스전에서 데뷔 첫 선발 등판을 이뤄내 한 경기에서 무려 17개 탈삼진이라는 일본 프로 야구 기록(당시)을 세웠다. 같은 해 요네다 데쓰야(20승), 가지모토 다카오(14승)에 뒤를 이어 시즌 8승과 1.96의 평균 자책점을 올리는 등의 두각을 나타냈다.
1963년에 감독으로 취임한 니시모토 유키오로부터 ‘강한 힘을 가진 끈기있는 투구법’이 마음에 들어서인지 아다치를 자주 등판시켰고 47경기, 200이닝 이상의 등판을 이뤄냈다. 그러나 안에서 끌어오르는 힘이 균형좋게 공에 전달되지 못하고 장난스럽게 허공에 도는 느낌으로 승수를 더 늘리지 못하여 6승 18패, 평균 자책점 3.45의 부진한 성적으로 시즌을 마쳤다. 계속 지고 있는데도 등판시켜준 니시모토를 향한 신뢰감에 부응하기 위해 아다치는 연습에만 전념했다. 1964년에 시즌 13승을 기록하는 등 처음으로 규정 투구 이닝을 채워 리그 10위에 해당되는 평균 자책점 2.78을 기록했다. 이후 1965년에 15승, 1966년에 17승으로 승수를 계속 늘렸다. 1967년에는 20승 10패, 평균 자책점 1.75를 기록하여 최우수 평균 자책점 타이틀을 석권해 한큐의 첫 우승에 큰 기여를 했다. 투수인 요네다·가지모토, 타자인 다릴 스펜서·나가이케 도쿠지를 누르고 퍼시픽 리그 MVP에도 선정됐다. 같은 해 일본 시리즈에서는 V9 시대를 맞은 요미우리 자이언츠를 상대로 4경기에 등판했는데 2차전에서는 호리우치 쓰네오와 투수전을 펼치며 완투했지만 0대 1로 패했고 4차전에서는 가네다 마사이치와 투수전을 벌인 끝에 완투승을 거두었다. 5차전 역시 구원 투수로 등판하여 2승째를 거둔다. 팀은 2승 4패로 일본 시리즈 우승을 놓쳤지만 그중 2승은 모두 아다치가 기록했기 때문에 이러한 활약을 보인 공로로 일본 시리즈 감투상을 수상했다.
그러나 이듬해인 1968년 스프링 캠프 도중에 어깨 부상을 당했고 시범경기에서도 통증을 참아내며 등판했지만 날이 갈수록 상태는 더욱 악화됐다. 오른손으로 얼굴을 씻을 수 없을 정도의 심각한 부상이었지만 재활 훈련이 계속되는 와중에 통증이 가라않았고 9월 말에는 선발로 복귀했다. 요미우리와 맞붙은 일본 시리즈에서는 2경기에 선발 등판했는데 2차전에서는 5실점을 내준 뒤 5회에 강판되면서 패전 투수가 됐다. 1969년 5월에는 극심한 부진으로 2승에 그치는 등 침체를 겪었다. 하지만 요미우리와 맞붙은 일본 시리즈에서 전체 6경기 중 5경기에 등판했는데 특히 2차전에서는 미야모토 유키노부를 구원해 연장 10회에 끝내기 승리를, 5차전에서는 완투승을 장식했다.
성적 부진에 의해서 그때까지의 구위는 잃었으나 이전에 습득했던 싱커를 무기로 삼아 1971년에 시즌 19승, 평균 자책점 2.49(야마다 히사시 다음으로 리그 2위)를 기록했다. 또한 전년도인 1970년부터 17연승을 기록했는데 이 기록은 2022년 야마모토 요시노부에 의해서 경신되기 전까지는 구단 기록이었다. 일본 프로 야구 전체로도 2022년 현재 8위 기록이다. 그해 일본 프로 야구에서 마지막 몰수 경기를 치른 7월 13일 롯데 오리온스와의 경기에서 (롯데측의 책임으로 몰수당했기 때문에) 승리 투수가 됐다.
요미우리와 맞붙은 일본 시리즈에서는 2경기에 선발 등판했지만 모두 패전 투수가 됐다. 그 다음해인 1972년에도 시즌 16승과 평균 자책점 2.63(리그 5위)을 기록하여 첫 다이아몬드 글러브상을 수상했다. 요미우리와 맞붙은 일본 시리즈에서는 3차전에서 호리우치 쓰네오와 투수전을 벌인 끝에 완투승을 거두었다. 하지만 요미우리에게 막혀서 결국 일본 시리즈 우승은 이루지 못했지만 요네다 데쓰야, 가지모토 다카오, 야마다 히사시 등과 함께 한큐 황금 시대의 일원으로서 활약했다. 아다치는 서투를 정도의 익살스런 표현을 섞어가며 당시 상황에 대해서 이렇게 회고했다.

그때는 더 이상 삼진을 잡는데 세 개의 공을 던지는 것도 힘들어서 한 개의 공으로 어떻게 하면 치게 만들어서 잡을까를 생각했었다. 그러러면 상대를 공을 치도록 마음먹게 하면서 공을 뺀다. 그것이 싱커의 진가였다고 생각한다.— 아다치 미쓰히로

컨트롤이 좋았는데도 불구하고 그 부근부터 몸에 맞는 볼이 늘어나기 시작했지만 “공이 느리기 때문에 달려들지 못하도록 하려고 가끔씩 경고하는 의미로 몸쪽을 바짝 공략했다”는 결과라고 말한다.
33세가 된 1973년에는 체력적으로도 쇠퇴하였고 기술적인 벽에 부딪치면서 또다시 4승에 그칠 정도로 극심한 부진에 시달렸다. 그 배경에는 이 해부터 심판이 세트포지션에서의 일시 정지를 엄격하게 보게 되면서 움직임까지의 시간이 짧은 아다치는 보크를 7개나 빼앗기고 리듬이 깨진 면도 있었다. 이번에는 예전부터 갖고 있던 커브를 더욱 연마하여 두 종류의 커브를 나눠 던지는 투구 기술을 몸에 익혔다. 더욱이 상대 타자의 호흡이나 노림을 벗어나는 투구 방법도 몸에 익히면서 1974년부터는 3년 연속 두 자릿수 승리를 기록했다. 1975년 히로시마 도요 카프와 맞붙은 일본 시리즈에서 3경기에 선발로 나왔지만 승패는 연결되지 않았다. 1976년에는 아다치로부터 싱커를 몰래 배운 야마다가 26승을 올리는 것과 동시에 아다치 자신도 17승을 올리면서 한큐의 완전 우승(2시즌제의 전·후기 리그 모두 우승)에 기여했다. 요미우리와 맞붙은 일본 시리즈에서는 3경기에 선발 등판하여 한큐가 3연승 후 요미우리에게 3연패를 당한 최종 7차전에서는 클라이드 라이트와의 투수전을 벌인 끝에 완투승을 따내며 비원의 ‘타도 요미우리’를 이뤘다. 그해 일본 시리즈 우승이 결정된 것은 주변이 약 5만 명의 요미우리 팬들이 꽉 들어찬 고라쿠엔 구장이었다는 점에서 당시 언론에서는 ‘혼자서 5만 명과 싸운 남자’라고 평가했다.
1977년 시즌 종반에 오랜 세월 낮은 투구 자세를 계속 지탱했던 무릎을 다쳤다(왼쪽 슬관절염). 왼쪽 무릎이 마모되는 바람에 물이 고여 있었는데 등판 시에는 무릎을 테이핑과 서포터로 고정하고, 던질 때마다 물을 빼고 연습하는 등 물 빼기가 반복되는 일이 잦았다. 그럼에도 일본 시리즈에서는 요미우리에게 완봉승을 따냈다. 1978년에 아다치는 공식전을 포기하고 일본 시리즈에만 집중하기로 결심했는데 공식전에서는 부상의 영향으로 4승에 그쳤지만 야쿠르트 스왈로스와 맞붙은 일본 시리즈에서 2경기에 선발로 나왔다. 3차전에서 완봉 승리를 따냈는데 최종 7차전에서는 오스기 가쓰오에게 의문의 홈런을 맞는 등 2실점을 내주며 패전 투수가 됐지만 일본 시리즈 감투상을 수상했다. 1979년부터는 1군 투수 코치를 겸임했지만 뚜렷한 활약을 보여주질 못했고 등판 기회가 없었던 1980년 시즌 끝으로 현역에서 은퇴했다. 전년도인 1979년을 마지막으로 은퇴하려고 했지만 1980년에도 코치 겸임으로 선수 등록을 했다.
타구 처리에도 뛰어나 다이아몬드 글러브상을 통산 4번이나 수상했다. 통산 폭투 수는 4개로 3,000이닝 이상 투수(역대 28명, 2021년 종료 기준) 중 가장 적다.

### 그 후
은퇴 후에는 1981년부터 1985년까지 한큐의 2군 투수 코치를 거쳐 1986년부터 한큐·오릭스 구단의 스카우트가 됐다. 2009년 2월부터 간세이 가쿠인 대학 야구부의 임시 코치로 부임하여 2017년까지 맡았다.
현역 시절에 받았던 트로피와 착용했던 유니폼 대부분은 한신·아와지 대진재로 효고현 니시노미야시의 자택이 피해를 입었고 이사했을 당시에 모두 처분했다. 브레이브스 OB에 의한 토크 이벤트에는 ‘그런 자리는 질색’이라는 이유로 출연을 고사했고 현역 시절에 활약했던 영상도 전혀 보지 않는다고 알려졌다.

## 에피소드

### 일본 시리즈의 사나이
일본 시리즈에 강했는데 ‘ON포’가 있는 V9의 요미우리 자이언츠에 대해 좋은 성적을 냈던 몇 안되는 투수이다. 일본 시리즈 통산 9승(5패)은 역대 3위 타이 기록에 해당되며 그중 요미우리전에서 8승 4패의 좋은 성적을 남겼다. 요미우리의 V9시대, 특히 요미우리와의 상대 전적에서 한큐는 8승 20패였는데 한큐가 올렸던 8승 가운데 5승이 아다치에 의한 것이다.
세 번째인 1969년 일본 시리즈 때 단기 결전에서는 공식전과 달리 “이기기 위해서는 1점 줄 땐 내줘도 괜찮잖아”라는 ‘극의’를 얻었다고 한다.
1976년 일본 시리즈에서는 한큐가 3연승을 한 뒤 내리 3연패를 기록했다. 그리고 11월 2일에 열린 7차전에서 당시 36세였던 아다치가 등판했다. 요미우리가 기회를 잡으면 5만 명이나 되는 홈팀 자이언츠를 응원하는 분위기 속에서 6회에 1대 2로 역전돼 다시 1사 만루가 됐을 때 아다치는 ‘그래. 떠들어라, 더 크게 떠들어라…’ 라고 중얼거리면서 타자 아와구치 겐지를 싱커로 투수 앞 땅볼을 홈으로 처리한 뒤 1루 병살타로 잡아내며 위기를 벗어났다. 이때의 ‘더 떠들어라’에 대해 아다치는 자신에 대한 성원이라고 생각하면 분발하는 것과 그 성원으로 아와구치가 ‘냉정함을 잃기 때문’이라고 말했다. 이어진 7회에 모리모토 기요시가 역전 홈런을 때려내면서 경기가 종반에 가까워지자 흥분한 일부 요미우리 팬들이 관중석에서 그라운드를 향해 응원 도구를 비롯한 물건을 투척하는 소동을 일으켰다. 그때 아다치는 재차 ‘더 떠들어라’라고 말했다. 아다치는 완투승을 거두면서 한큐의 2년 연속 일본 시리즈 우승, ‘타도 요미우리’에게 공헌했다. 아다치는 당시 이 경기를 이렇게 회고했다.

긴장감이 없었던 건 아니지만 넋을 잃어버린 것은 없었다. 상대(요미우리)팀도 흥분하고 있었기 때문에 여기는 냉정한 것이 다루기 쉬웠다. … ON은 두 사람 있으면 두렵지만 한 명(오 사다하루)이라면 모두 걸어나가게 하면 되니까 두렵지 않다. 승부하지 않으면 안되는 상황에서도 홈런만 맞지 않는다면 괜찮다는 기분으로 50% 정도의 힘으로 던지면 된다. 다른 타자들과 승부하는 것이 편하다는 건 당연하다.— 아다치 미쓰히로

실제로 아다치는 2차전과 4차전에서 사다하루에게 홈런을 맞았지만 일본 시리즈 우승을 결정짓는 7차전에서는 사다하루에게 두 차례의 볼넷을 주면서 중요한 시기를 잘 틀어막아 완투승을 거뒀다.
또한 무릎을 다친 1978년에 시즌 4승 6패라는 저조한 성적을 기록했지만 시즌 종반부터 일본 시리즈에 초점을 맞춰 컨디션을 조정했고 야쿠르트 스왈로스와 맞붙었던 같은 해 일본 시리즈에서는 3차전에서 스즈키 야스지로와 투수전을 벌인 끝에 완봉승을 거뒀다. 이 때 인터뷰에서 “일본 시리즈는 니시노미야(5차전 경기 장소)에서 끝내겠습니다”라고 말했다. 1977년 일본 시리즈 2차전(대 요미우리)과 두 경기 연속 완봉승은 일본 시리즈 타이 기록이며 이 두 차례 완봉승을 사이에 두면서 25이닝 연속 무실점을 기록했다. 또한 한큐의 투수로서 일본 시리즈에서 완봉승을 기록한 건 아다치뿐이다. 그러나 1978년 일본 시리즈 7차전에서는 오스기 가쓰오에게 의문의 홈런을 맞았는데 당시 감독이던 우에다 도시하루가 오스기의 홈런에 이의를 제기하면서 장시간에 걸쳐 항의했다. 우에다의 항의로 인해 일본 시리즈 사상 최장 시간에 해당되는 1시간 19분 동안 경기가 중단되는 상황이 발생했는데 아다치는 이 사건의 원인으로 어깨가 식어버린 것과 동시에 부상당했던 무릎에 물이 차면서(아다치는 무릎에 고여있는 물을 빼내면서 일본 시리즈에 임하고 있었다) 경기가 재개되자마자 그대로 강판됐다. 이것이 아다치에게 있어서는 일본 시리즈 마지막 등판이 됐다. 오스기에게 던진 1구에 대해 “땅볼을 칠 생각이었지만 타자에게 만만하게 들어가버렸다”라고 말해 후회는 없다고 말했다.

### 야마다 히사시와의 관계
프로 2년차에 야마다 히사시가 급성장한 1970년에 아다치는 ‘그중 20승을 거둘 것이다’라고 느꼈고 구속이 나오지 않게 된 자신은 ‘이대로라면 먹고 살 수 없을 것이다’라는 위기감을 느껴 어깨의 부담을  줄 목적으로 치고나서 잡는 투구를 하기 위해 갈고 닦은 싱커를 부활했다. 아다치의 회고에 의하면 1975년 시즌 중 직구 중심의 투구에 한계를 느끼기 시작한 야마다에게서 싱커로 던지는 방법을 가르쳐 달라는 부탁을 받았지만 아다치는 “그런 것은 기억안해도 된다”며 거절했다. 이것은 ‘직구로 승부할 수 있는 시기는 그것을 살린 투구를 하는 것’이라는 자신의 경험에서 나온 것이었지만 훗날 “나보다 젊고 힘 좋은 야마다가 싱커를 기억하면 큰 위협이 될 것이라 느꼈다. 팀에 같은 유형의 투수는 두 명까지 필요 없으니까”라고 솔직한 심정을 드러냈다.
나중에는 싱커를 던지는 방법을 가르쳤지만 이것도 하나하나 상세하게 지도한 것이 아니라 “나는 이렇게 잡지만 던지는 방법은 사람마다 각자 다르다. 나중에는 알아서 생각해 보라”며 힌트를 주었다. 그것은 야마다 자신이 싱커를 습득하는데 안간힘을 쓰고 있던 시기였기 때문에 야마다는 “처음부터 배우면 ‘아, 이런 거였구나’라고 끝났을 지도 모른다. 스스로 고심을 했던 시기였기 때문에 큰 도움이 됐다”라고 말했다.
같은 언더핸드로 공이 빠른 야마다가 던지면 타자의 눈이 익숙해져서 자신의 느슨한 공이 잘 통하지 않기 때문에 야마다가 던진 후에 등판하는 것을 극도로 싫어했다.

### 가계
미쓰히로는 아다치 주타로의 장남으로서 오사카부 오사카시 고노하나구에서 태어났다. 본적인 효고현 히카미군 도자카촌(현: 단바시 아오가키정 도자카)는 단바 아다치씨의 본거지이다. 아다치가의 선조는 후지와라홋케류 도켄(아다치 도켄)의 아들 도모토이며 도켄이 무사시국 아다치군(현: 도쿄도 아다치구 근교)으로 옮겨 아다치씨를 일컬었다. 조겐 3년(1209년) 단바국 히카미군 사지 장의 신보 지토직으로서 도모토의 손자 아다치 도마사가 일족을 이끌고 무사시국에서 사지장고쿠라로 이주했다. 그 후 야마가이성, 도자카성을 쌓아 이것을 본관으로 하여 단바 아다치씨의 선조가 됐다.

## 상세 정보

### 출신 학교
- 오사카 시립 니시 고등학교

### 선수 경력
- 오사카 다이마루
- 한큐 브레이브스(1959년~1980년)

### 지도자·기타 경력
- 한큐 브레이브스 선수 겸임 코치(1980년)
- 한큐 브레이브스 2군 투수 코치(1981년~1985년)
- 간세이가쿠인 대학 임시 코치

### 수상·타이틀 경력

#### 타이틀
- 최우수 평균 자책점 : 1회(1967년)

#### 수상
- MVP : 1회(1967년)
- 베스트 나인 : 1회(1967년)
- 다이아몬드 글러브상 : 4회(1972년, 1974년~1976년)
- 일본 시리즈 감투상 : 3회(1967년, 1972년, 1978년)
- 일본 시리즈 우수 선수상 : 1회(1969년)
- 일본 시리즈 최우수 투수상 : 2회(1976년, 1977년)
- 퍼시픽 리그 플레이오프 기능상 : 1회(1975년)
- 퍼시픽 리그 플레이오프 우수 투수상 : 1회(1977년)

### 개인 기록

#### 첫 기록
- 첫 등판·첫 승리 : 1959년 4월 10일, 대 도에이 플라이어스 1차전(고마자와 야구장)
- 첫 홈런 : 1964년 3월 15일, 대 니시테쓰 라이온스 2차전(헤이와다이 야구장), 와코 다다오로부터(통산에서 유일)

#### 기타
- 올스타전 출장 : 6회(1964년, 1966년, 1967년, 1971년, 1972년, 1976년)

### 등번호
- 16(1959년~1980년)
- 71(1981년~1985년)

### 연도별 투수 성적
| 연 도       | 소 속       | 등 판 | 선 발 | 완 투 | 완 봉 | 무 4 구 | 승 리 | 패 전 | 세 이 브 | 홀 드 | 승 률 | 타 자 | 이 닝  | 피 안 타 | 피 홈 런 | 볼 넷 | 고 4 | 몸 맞 | 탈 삼 진 | 폭 투 | 보 크 | 실 점 | 자 책 점 | 평 자 책 | W H I P |
| ----------- | ----------- | ----- | ----- | ----- | ----- | ------- | ----- | ----- | -------- | ----- | ----- | ----- | ------ | -------- | -------- | ----- | ---- | ----- | -------- | ----- | ----- | ----- | -------- | -------- | ------- |
| 1959년      | 한큐        | 36    | 11    | 2     | 0     | 0       | 4     | 7     | --       | --    | .364  | 466   | 111.2  | 113      | 4        | 25    | 1    | 3     | 63       | 0     | 0     | 57    | 47       | 3.79     | 1.24    |
| 1960년      | 한큐        | 41    | 13    | 1     | 1     | 0       | 4     | 7     | --       | --    | .364  | 449   | 112.1  | 101      | 6        | 19    | 2    | 3     | 52       | 1     | 0     | 42    | 40       | 3.20     | 1.07    |
| 1961년      | 한큐        | 27    | 6     | 0     | 0     | 0       | 1     | 4     | --       | --    | .200  | 267   | 62.0   | 71       | 7        | 11    | 0    | 2     | 37       | 0     | 0     | 33    | 28       | 4.06     | 1.32    |
| 1962년      | 한큐        | 39    | 9     | 4     | 4     | 2       | 8     | 4     | --       | --    | .667  | 483   | 123.2  | 92       | 8        | 22    | 3    | 1     | 94       | 0     | 0     | 32    | 27       | 1.96     | 0.92    |
| 1963년      | 한큐        | 47    | 24    | 5     | 2     | 0       | 6     | 18    | --       | --    | .250  | 803   | 200.2  | 187      | 24       | 31    | 6    | 6     | 121      | 0     | 0     | 89    | 77       | 3.45     | 1.09    |
| 1964년      | 한큐        | 46    | 29    | 8     | 4     | 2       | 13    | 15    | --       | --    | .464  | 927   | 236.0  | 200      | 26       | 37    | 3    | 5     | 125      | 0     | 0     | 82    | 73       | 2.78     | 1.00    |
| 1965년      | 한큐        | 31    | 24    | 10    | 4     | 2       | 15    | 9     | --       | --    | .625  | 684   | 171.0  | 146      | 14       | 35    | 1    | 11    | 104      | 0     | 0     | 59    | 52       | 2.74     | 1.06    |
| 1966년      | 한큐        | 52    | 30    | 10    | 3     | 2       | 17    | 14    | --       | --    | .548  | 1099  | 270.1  | 243      | 27       | 49    | 5    | 14    | 158      | 0     | 0     | 98    | 79       | 2.63     | 1.08    |
| 1967년      | 한큐        | 43    | 29    | 17    | 5     | 1       | 20    | 10    | --       | --    | .667  | 1042  | 268.0  | 191      | 13       | 60    | 10   | 9     | 130      | 0     | 0     | 65    | 52       | 1.75     | 0.94    |
| 1968년      | 한큐        | 5     | 4     | 0     | 0     | 0       | 0     | 1     | --       | --    | .000  | 74    | 18.0   | 13       | 2        | 5     | 0    | 1     | 12       | 0     | 0     | 11    | 7        | 3.50     | 1.00    |
| 1969년      | 한큐        | 33    | 5     | 0     | 0     | 0       | 2     | 1     | --       | --    | .667  | 265   | 60.1   | 73       | 10       | 10    | 2    | 6     | 32       | 0     | 0     | 39    | 32       | 4.77     | 1.38    |
| 1970년      | 한큐        | 46    | 6     | 3     | 0     | 0       | 9     | 2     | --       | --    | .818  | 469   | 117.0  | 112      | 11       | 24    | 3    | 3     | 59       | 0     | 0     | 45    | 39       | 3.00     | 1.16    |
| 1971년      | 한큐        | 43    | 32    | 18    | 4     | 3       | 19    | 8     | --       | --    | .704  | 996   | 252.2  | 200      | 21       | 55    | 9    | 11    | 116      | 0     | 0     | 80    | 70       | 2.49     | 1.01    |
| 1972년      | 한큐        | 34    | 23    | 12    | 1     | 2       | 16    | 6     | --       | --    | .727  | 785   | 195.1  | 174      | 25       | 31    | 5    | 4     | 71       | 0     | 0     | 69    | 57       | 2.63     | 1.05    |
| 1973년      | 한큐        | 27    | 15    | 3     | 0     | 1       | 4     | 6     | --       | --    | .400  | 443   | 103.0  | 117      | 20       | 23    | 5    | 6     | 41       | 0     | 7     | 60    | 53       | 4.63     | 1.36    |
| 1974년      | 한큐        | 30    | 27    | 8     | 3     | 0       | 10    | 9     | 1        | --    | .526  | 758   | 180.2  | 183      | 17       | 40    | 9    | 11    | 66       | 1     | 1     | 76    | 63       | 3.14     | 1.23    |
| 1975년      | 한큐        | 26    | 25    | 16    | 1     | 3       | 11    | 10    | 0        | --    | .524  | 780   | 191.2  | 177      | 12       | 32    | 7    | 11    | 66       | 0     | 0     | 69    | 58       | 2.72     | 1.09    |
| 1976년      | 한큐        | 31    | 29    | 14    | 2     | 3       | 17    | 8     | 1        | --    | .680  | 868   | 212.2  | 207      | 18       | 27    | 3    | 14    | 67       | 2     | 0     | 80    | 60       | 2.54     | 1.10    |
| 1977년      | 한큐        | 20    | 15    | 7     | 2     | 3       | 7     | 7     | 0        | --    | .500  | 461   | 114.0  | 117      | 10       | 17    | 3    | 3     | 38       | 0     | 0     | 54    | 40       | 3.16     | 1.18    |
| 1978년      | 한큐        | 15    | 14    | 3     | 0     | 0       | 4     | 6     | 1        | --    | .400  | 371   | 85.2   | 101      | 13       | 12    | 3    | 6     | 23       | 0     | 0     | 47    | 40       | 4.20     | 1.32    |
| 1979년      | 한큐        | 4     | 2     | 0     | 0     | 0       | 0     | 1     | 0        | --    | .000  | 71    | 16.1   | 20       | 4        | 2     | 0    | 0     | 7        | 0     | 0     | 13    | 11       | 6.06     | 1.35    |
| 통산 : 21년 | 통산 : 21년 | 676   | 372   | 141   | 36    | 24      | 187   | 153   | 3        | --    | .550  | 12561 | 3103.0 | 2838     | 292      | 567   | 80   | 130   | 1482     | 4     | 8     | 1200  | 1005     | 2.91     | 1.10    |

- 굵은 글씨는 시즌 최고 성적.
- 1980년에는 코치 겸임으로 선수 등록을 했지만 실제로는 한 경기도 등판하지 않았음.

## 주해
1. ↑  마찬가지로 떠오르는 속구가 주무기인 투수로는 스기우라 다다시가 있었는데 젊었을 적에 아다치는 스기우라의 경우를 대비해서 타격 투수를 시키는 일이 자주 있었다고 한다.
2. ↑  시즌 마지막 등판 전에는 야마다보다 평균 자책점은 웃돌았지만 코치로부터 ‘한 개만 더 하면 20승’이라는 말을 듣고 던진 경기에서 통타를 당해 역전당했다.[10]
3. ↑  오 사다하루와 나가시마 시게오의 영문 이니셜이다.

## 참고 문헌
- 《豪球列伝-プロ野球不滅のヒーローたち》 [호구열전 - 프로 야구 불멸의 영웅들]. 분슌분코 비주얼판. 분슌분코. 1986년.
- Sports Graphic Number편 (1989년). 《魔球伝説－プロ野球不滅のヒーローたち》 [마구 전설 - 프로 야구 불멸의 영웅들]. 분슌분코 비주얼판. 분게이슌주.
- 곤도 다다유키 (1986). 《引退 そのドラマ》 [은퇴 그 드라마]. 신초 분코. 신초샤.
- 요미우리 신문 한신 지국 (2019년 9월 10일). 《阪急ブレーブス 勇者たちの記憶》 [한큐 브레이브스 용자들의 기억]. 주오코론신샤. ISBN 978-4-12-005232-3.